# Rudolph Walker
Rudolph Malcolm Walker (San Juan, 28 settembre 1939) è un attore trinidadiano.
È noto per i ruoli interpretati di Bill Reynolds nella sitcom Love Thy Neighbour e di Patrick Trueman nella soap opera EastEnders. In Italia è principalmente conosciuto per il ruolo del "comandante" Martin interpretato nel film Spaghetti House del 1982 con Nino Manfredi.

## Filmografia

### Cinema
- Creatura del diavolo (The Witches) (1966)
- All the Right Noises (1971)
- L'assassino di Rillington Place n. 10 (1971)
- The Trouble with 2B (1972)
- Universal Soldier (1972)
- Love Thy Neighbour (1973)
- Divorzia lui, divorzia lei (1973)
- Grazie per quel caldo dicembre (1973)
- Girl Stroke Boy (1973)
- Man About the House (1974)
- Spaghetti House, regia di Giulio Paradisi (1982)
- Prae dum (1985)
- Sua maestà viene da Las Vegas (1991)
- Let Him Have It (1991)
- Picnic alla spiaggia (1993)
- Never Judge a Book by its Cover (1993)
- The House of Angelo (1997)
- Ali G (2002)
- Hit for Six (2007)

### Televisione
| Anno          | Titolo                              | Ruolo                                                                      | Note                                                               |
| ------------- | ----------------------------------- | -------------------------------------------------------------------------- | ------------------------------------------------------------------ |
| 1969          | Doctor Who                          | Harper                                                                     | Episodi: The War Games: Episode Four e The War Games: Episode Five |
| 1969          | On the Buses                        | George                                                                     |                                                                    |
| 1970          | Diamond Crack Diamond               | Henderson                                                                  | Episodio: Diamonds and Spades                                      |
| 1971          | Il ragazzo e la quarantenne         |                                                                            | Non accreditato                                                    |
| 1972          | New Scotland Yard                   | Henry Buckingham                                                           | Episodio: A Case of Prejudice                                      |
| 1972–1976     | Love Thy Neighbour                  | Bill Reynolds                                                              | 55 episodi                                                         |
| 1978–1979     | Empire Road                         | Sebastian Moses                                                            | 5 episodi                                                          |
| 1982          | Un cinese a Scotland Yard           | Terence Villiers                                                           | Episodio: Wheels Between Wheels                                    |
| 1987          | The Lenny Henry Show                | Sonny                                                                      | Episodio: Sonny Sidles Up                                          |
| 1990          | Mr. Bean                            |                                                                            | Episodio: Mr. Bean                                                 |
| 1990–1992     | Metropolitan Police                 | Papa Reeves / Lawrence Joseph / Ivan Wilson                                | 3 episodi                                                          |
| 1991          | For the Greater Good                | Dr. Lawrence James                                                         | Episodio: Mandarin                                                 |
| 1991          | Smack and Thistle                   | Churchill                                                                  | Film TV                                                            |
| 1991          | The Play on One                     | Kimumwe                                                                    | Episodio: Escape from Kampala                                      |
| 1991          | Bodger and Badger                   | Mr. Valentino                                                              | 3 episodI                                                          |
| 1991          | Pirate Prince                       | Thomas Newton                                                              | Film TV                                                            |
| 1993          | Lovejoy                             | Earl Taylor                                                                | Episodio: Never Judge a Book by Its Cover                          |
| 1994          | Rossella                            | Ransom                                                                     | Film TV                                                            |
| 1995–1996     | Sbirri da sballo                    | Agente Frank Gladstone                                                     | 14 episodi                                                         |
| 1996          | Gargoyles - Il risveglio degli eroi | Leader tribale (voce)                                                      | Episodio: Mark of the Panther                                      |
| 1997–2001     | Teletubbies                         | Tromba dalla voce maschile (voce) Narrazioni di apertura e chiusura (voce) | Versioni UK/USA Versione USA 352 episodi                           |
| 2001–presente | EastEnders                          | Patrick Trueman                                                            | Oltre 1,200 episodi                                                |
| 2003–2005     | The Crouches                        | Nonno Langley Crouch                                                       | 2 serie                                                            |
| 2010          | EastEnders: E20                     | Patrick Trueman                                                            |                                                                    |
| 2012          | Celebrity Antiques Road Trip        | Se stesso (partecipante)                                                   |                                                                    |
| 2014          | Invasion 1897                       |                                                                            |                                                                    |
| 2020          | The Queen Vic Quiz Night            | Patrick Trueman                                                            | Cameo                                                              |